# بيورن جوبيك
بيورن جوبيك (بالألمانية: Björn Jopek)‏ هو لاعب كرة قدم ألماني في مركز الوسط، ولد في 24 أغسطس 1993 في برلين في ألمانيا. لعب مع أرمينيا بيليفيلد ويونيون برلين.

## وصلات خارجية
- بيورن جوبيك على موقع قاعدة بيانات كرة القدم.إي يو (الإنجليزية)
- بيورن جوبيك على موقع بيانات كرة القدم. دي إي (الألمانية)
- بيورن جوبيك على موقع Soccerway.com (الإنجليزية)
- بيورن جوبيك على موقع عالم كرة القدم.نت (الإنجليزية)